# Iosif Bükössy
Iosif Bükkösi (n. 12 august 1936, Mediaș – d. 30 octombrie 2006, Constanța) a fost un fotbalist și un antrenor român de etnie maghiară. A reușit să câștige titlul de campion al României cu CCA - Steaua, evoluând și pentru Dinamo București, Farul Constanța sau Flacăra Mediaș pe postul de atacant. După retragerea din activitatea de jucător a antrenat frupele de copii și juniori ale Elpis și Farul Constanța. Cunoscut drept descoperitor de talente, Bükkösi a fost cel care l-a descoperit pe Gheorghe Hagi.

## Biografie
Iosif Bükkösi a început să joace fotbal în orașul său natal, Mediaș, la vârsta de 11 ani, la formația Spartak Mediaș. Pentru aceasta a evoluat până în 1954, când a ajuns la formația-fanion a orașului, Flacăra Mediaș (Gaz Metan Mediaș).
La Flacăra Mediaș l-a avut antrenor pe Ștefan Dobay, cel care participase la Campionatul Mondial de Fotbal din 1934 alături de echipa națională de fotbal a României. Evoluțiile bune de la Flacăra l-au adus în atenția echipelor bucureștene.
Bükkösi a fost selecționat, la vârsta de 17 ani, la tabăra națională de juniori de la Câmpulung Muscel. La lotul național de juniori a evoluat de șapte ori, la echipa națională de tineret de 22 de ori, însă nu a reușit să evolueze în niciun meci pentru naționala mare, ci doar pentru echipa națională „B”.
În 1955, Iosif Bükkösi își începe periplul bucureștean, evoluând pentru perioade scurte de timp la Progresul București și Combinatul Poligrafic „Casa Scânteii”, înainte de a ajunge la CCA - Steaua. A apucat să joace trei meciuri în 1956, el câștigând primul său titlu de campion al României. Tot în 1956, a făcut parte din lotul Stelei deplasat pentru turneul din Anglia.
În 1958, trece la Dinamo București, cu care este aproape de a câștiga titlul de campion în sezonul 1958-1959. Mai evoluează un an la Dinamo București, după care trece la Dinamo Obor București, în Liga II.
În 1962, Bükkösi se va stabili în Constanța, evoluând timp de șase ani la Farul, echipă la care a bifat 81 de apariții în prima ligă și pentru care a marcat 19 goluri pe prima scenă fotbalistică a țării. Până la retragerea din activitatea fotbalistică, survenită în 1971, Bükkösi va evolua la Portul Constanța, echipă la care își va începe și cariera de antrenor.
Din 1974, va fi antrenor la Centrul de Copii și Juniori al Farului din Constanța (cu o pauză de trei ani, în care a antrenat formația Elpis), descoperind talente precum Gheorghe Hagi sau Ianis Zicu.
Pe 30 octombrie 2006, Iosif Bükkösi se stinge din viață la vârsta de 70 de ani, datorită unei infecții la ficat. El a fost înmormântat la Cimitirul Municipal din Constanța.

## Memoria
În 2011, s-a organizat la Ovidiu Memorialul „Iosif Bükössy”, o competiție de fotbal dedicată juniorilor.